# Rudolf Geyer (Grafiker)
Rudolf Geyer (* 24. Jänner 1884 in Wien; † 3. Juni 1972 ebenda) war ein österreichischer Grafikdesigner.
Geyer absolvierte von 1904 bis 1909 die Wiener Kunstgewerbeschule und studierte 1909 bis 1913 an der Akademie der bildenden Künste Wien bei Franz Rumpler. Schon 1906 publizierte sein Lehrer Rudolf von Larisch Geyers Schriftentwürfe. Geyer war Mitglied im Österreichischen Werkbund. Er produzierte für zahlreiche Verlage buchkünstlerische Entwürfe. 1934 trat er der illegalen NSDAP und der SA bei, am 3. Juni 1938 beantragte er die reguläre Aufnahme in die Partei und wurde rückwirkend zum 1. Mai desselben Jahres aufgenommen (Mitgliedsnummer 6.336.115). Außerdem verfertigte er Gebrauchsgrafik für die Wiener Werkstätte. Er wurde am Wiener Zentralfriedhof bestattet.